# 1624 en musique classique
| \| • Retour à la chronologie générale de la musique classique • \| |
| Grèce • Rome • Haut Moyen Âge • VIIIe siècle • IXe siècle • Xe siècle • XIe siècle XIIe siècle • XIIIe siècle • XIVe siècle • XVe siècle • XVIe siècle • XVIIe siècle XVIIIe siècle • XIXe siècle • XXe siècle • XXIe siècle |
| • Retour à la chronologie générale de la musique classique • |

| Années en musique classique : 1621 - 1622 - 1623 - 1624 - 1625 - 1626 - 1627    |
| Décennies en musique classique : 1590 - 1600 - 1610 - 1620 - 1630 - 1640 - 1650 |

## Œuvres
- Libro Segundo de tonos y villancicos de Juan Arañés, publié à Rome.
- Il primo libro di capricci fatti sopra diversi soggetti et arie in partitura de Girolamo Frescobaldi.
- Tabulatura nova de Samuel Scheidt.

## Naissances
- 21 mars : François Roberday, organiste français († 13 octobre 1680)
- 15 septembre : Francesco Provenzale, pédagogue et compositeur napolitain († 6 septembre 1704).

Date indéterminée :
- Giovanni Andrea Angelini Bontempi, compositeur, castrat et musicographe italien († 1er juillet 1705).
- David Pohle, compositeur allemand († 20 décembre 1695).

## Décès
Après 1624 :
- Jan Verdonck, chanoine et compositeur franco-flamand (° 1546).